# Burg Heudorf im Hegau
Die Burg Heudorf im Hegau ist eine abgegangene Burg in Heudorf im Hegau, ein Ortsteil der Gemeinde Eigeltingen im baden-württembergischen Landkreis Konstanz in Deutschland.
Die Reste der ehemaligen Burg wurden bei Bauarbeiten an der Straße Am Plätzle im Ortskern von Heudorf entdeckt und sind noch sichtbar. Bei Erdarbeiten kamen dort drei Meter starke Mauerwerksreste zu Tage und wurden, aufgrund ihrer Stärke, einer Burganlage, vermutlich aus dem 13. Jahrhundert, zugeordnet. Die Burg befand sich sehr wahrscheinlich im Besitz der Herren von Heudorf, die 1261 erstmals urkundlich erwähnt wurden. Bestätigt wird dieser Befund durch die Namengebung der benachbarten Burgstraße. Weiteres ist nicht bekannt.